# Pożegnanie Marii
Pożegnanie Marii (także: Pożegnanie Wacława z Marią) – nieistniejąca rzeźba plenerowa autorstwa Stanisława Jagmina, zlokalizowana w Poznaniu.
Już w 1931 Jagmin postanowił ofiarować miastu swoją rzeźbę, ale do jej realizacji doszło dopiero w 1937 Była dedykowana Antoniemu Malczewskiemu, autorowi powieści poetyckiej pt. Maria. Przedstawiała dziewczynę tulącą się do postaci huzara. Stała w parku Marcinkowskiego, przy sadzawce, naprzeciw gmachu Dyrekcji Kolei (dziś stoi w tym rejonie Paw autorstwa Anny Krzymańskiej). Obiekt zniszczyli Niemcy w 1939.